# Конникът без глава
Конникът без глава (на английски: The Headless Horseman, or A Strange Tale of Texas) е роман на писателя Майн Рид, написан през 1865 година, базиран на южнотексаска легенда  и на преживяванията и наблюденията на самия автор по време на престоя му в Съединените щати.

## Сюжет
Внимание:  Текстът по-долу разкрива сюжета на произведението (или части от него)!
Действието в „Конникът без глава“ се развива през 50-те години на ХІХ век в щата Тексас. Богатият плантатор Удли Пойндекстър се преселва със семейството си от Луизиана в своя нов тексаски дом – Каза дел Корво. По пътя към плантацията, докато пресича изгорялата прерия, семейството се запознава с ирландския ловец на мустанги Морис Джерълд, който ги напътства как да пресекат прерията. Дъщерята на плантатора – Луиза Пойндекстър, се влюбва в младия ирландец. Това не остава незабелязано от капитан Касий Къхуун, племенник на плантатора и негов кредитор, който е влюбен и иска да се ожени за братовчедка си. Още повече- така ще сложи ръка на плантацията. Така се поставя началото на вражда между ирландеца и капитана. Капитан Къхуун решава да отстрани своя съперник в любовта и го предизвиква на дуел. Оказва се обаче, че е подценил противника си и остава жив единствено благодарение на великодушието на ловеца на мустанги. Къхуун обаче не се отказва от плана си и възлага убийството на друг ловец на мустанги – мексиканеца Мигел Диас, който също мрази ирландеца. Причината е, че красивата и горда Исидора Коварубио дес Лянос, за която Диас мечтае да се ожени е нещастно влюбена в Морис. Така се очертват два любовни тригълника от самото начало - Къхуун-Луиза Пойндекстър-Морис Джерълд и Исидора-Морис Джеррълд -Луиза Пойндекстър и те се преплитат.
В това време оздравелият след дуела Морис Джерълд и Луиза Пойндекстър започват тайно да се срещат в градината на Каса дел Корво. При последната им среща те са разкрити от ревнивия капитан. Той подстрекава брата на Луиза – Хенри Пойндекстър, да се разправи с наглия ирландец, като се надява, че братът ще убие Морис Джерълд, за да защити честта на сестра си. Но след като изслушва сестра си, Хенри решава, че е обидил незаслужено ловеца на мустанги и тръгва след него, за да му се извини. След Хенри в тъмната прерия тръгва на кон и капитан Къхуун, като решава да се разправи веднъж завинаги със своя съперник в любовта.
На следващата заран Хенри не се появява за закуска и в имението и форта се организира отряд от плантатори и военни, които започват да го издирват в околността. По време на търсенето отрядът се натъква за първи път на страшно създание – Конник без глава. По това време Мигел Диас със своите съучастници, преоблечени като индианци, нападат хижата на Морис на брега на Аламо, за да го убият. Младият ирландец отсъства, а вместо него по пътя мексиканците срещат Конника без глава.
Ловецът Зебулон Стамп, приятел на ловеца на мустанги, и неговият слуга Фелим откриват Морис в прерията, където е прекарал няколко дни, нападан от койоти и ягуар, болен и с мозъчно сътресение. Първоначално за него се грижи Исидора, която се среща с Луиза Пойндекстър докато той е болен. Луиза напуска сцената огорчена, че намира при Морис, Исидора, а в това време той бълнува нейното име и Исидора го изоставя. Те го отвеждат в дома му, където по-късно го открива отрядът, издирващ Хенри Пойндекстър. Намирайки в хижата наметалото и шапката на Хенри, регулаторите решават да линчуват Морис Джерълд. Пристигането на Зеб Стамп, който през това време е на лов в околността, осуетява плановете им, и ловецът на мустанги е отведен във форт Индж, за да бъде съден.
Зеб Стамп успява да отложи процеса с няколко дни и тръгва по следите, оставени в прерията. Така старият ловец открива кой е истинският убиец и какво представлява тайнственият Конник без глава. Пред съда Морис Джерълд дава показания, които карат много хора да променят мнението си за неговата вина. В това време в прерията се появява и Конникът без глава. Той е заловен от капитан Къхуун и доведен пред съда. Страшният ездач се оказва обезглавеният Хенри Пойндекстър. Показания пред съда дава и Зеб Стамп. По негово искане от трупа е изваден куршумът на убиеца, върху който са изрязани уличаващите инициали К. К. К. (капитан Касий Къхуун). Капитанът се впуска в бяг през прерията. Той има добри шансове, защото е с новият и отпочинал кон на Исидора (те ги разменят), но е заловен от Морис Джерълд. Касий Кухуун е изправен пред съда, където огорчен и озлобен, признава, че по погрешка е убил братовчед си, който е бил разменил дрехите и шапката си с ловеца на мустанги. След своето признание капитанът вади скрито оръжие и стреля в тялото на Морис Джерълд, след което се самоубива. За щастие успява само самоубийството. Морис е жив – куршумът е уцелил медальона, подарък от неговата любима. Ловецът на мустанги и красивата Луиза най-накрая намират своето щастие. Исидора е убита от Диас и ловеца на мустанти отмъщава за нея-

## Признание
„Конникът без глава“ е най-популярният роман на Майн Рид. Владимир Набоков си спомня „Конникът без глава“ като любим роман на детството си, поради който е успял да си представи „прерията, безкрайните пространства и небесния свод“. На 11 години Набоков дори превежда „Конникът без глава“ във френска проза.

## Герои
- Морис Джерълд – ловец на мустанги
- Луиза Пойндекстър – красива креолка
- Хенри Пойндекстър – брат на Луиза Пойндекстър
- Капитан Касий Къхуун – бивш капитан от доброволчески полк, братовчед на Луиза и Хенри и главен съперник за любовта на Луиза
- Исидора Коварубио де лос Лянос. - млада испанка, благородничка, която нещастно е влюбена в Морис Джерълд.
- Удли Пойндекстър – плантатор, баща на Луиза и Хенри
- Зебулон Стамп – ловец и следотърсач, приятел на Морис
- Фелим О'Нийл – слугата на Морис Джералд

## Издания на български език
- „Конникътъ безъ глава“, София, изд. „Хемусъ“, 1929 г., 215 с.
- „Конникътъ безъ глава“, София, изд. „Ив. Коюмджиевъ“, 194- г., 190 с.
- „Конникътъ безъ глава“, София, прев. Симеонъ Андреевъ, 1945 г.,191 с.
- „Конникът без глава“, София, изд. „Ив. Коюмджиев“, 1947 г.,
- „Конникът без глава“, София, изд. „Народна младеж“, библиотека „Приключения и научна фантастика“ № 21, 1956 г., 584 с.
- „Конникът без глава“, София, изд. „Народна младеж“, 1962 г., 512 с.
- „Конникът без глава“, София, изд. „Отечество“, библиотека „Световна класика за деца и юноши“, 1978 г., 624 с.
- „Конникът без глава“, София, изд. „Отечество“, „Майн Рид: Избрани произведения в 6 тома“, 6 том, 1981 г., 615 с.
- „Конникът без глава“, София, изд. „Отечество“, библиотека „Избрани книги за деца и юноши“, 1986 г., 552 с.
- „Конникът без глава“, София, изд. „Емас“, библиотека „Вечните приключенски романи“, 1998 г., 558 с.

## Екранизации
- „El último mexicano“, черно-бял мексикански филм от 1960 г., режисьор: Juan Bustillo Oro, с участието на: Luz María Aguilar, Armando Arriola, Yerye Beirute. [4]
- „Всадник без головы“, съветски филм от 1973 г., с участието на Людмила Савелиева, Олег Видов, Аарне Юкскюла, Иван Петров. [5]